# Parafia Wniebowzięcia Najświętszej Maryi Panny w Łasku
Parafia pw. Wniebowzięcia Najświętszej Maryi Panny w Łasku – parafia rzymskokatolicka znajdująca się w archidiecezji łódzkiej w dekanacie łaskim. Obejmuje wschodnią dzielnicę Łasku – Kolumnę. W 1942 roku Niemcy wybudowali budynek przystosowany na salę zebrań. Po wojnie został przemianowany na kościół, który określa się mianem "Kościół stary". Obecnie wyburzony a na jego miejscu znajduje się pas zieleni oraz kostka. 22 czerwca 1981. rozpoczęto budowę "Nowego kościoła". Projekt kościoła w pierwotnej wersji przygotował zespół architektów w składzie: Mariusz Gaworczyk, Leszek Łukoś, Ludwik Mackiewicz. Realizowany jest projekt zmodyfikowany przez zespół w składzie: Piotr Filipowicz, Janusz Frey, Mirosław Rybak.
Po wielu latach budowy 30 maja 2004 arcybiskup łódzki Władysław Ziółek konsekrował "Nowy Kościół"